# Río Chumbao
Der Río Chumbao ist ein 64 km (einschließlich Quellflüsse: 72 km) langer rechter Nebenfluss des Río Pampas im Andenhochland von Südzentral-Peru in den Provinzen Andahuaylas und Chincheros der Region Apurímac. Auf den letzten 9 Kilometern, unterhalb der Einmündung des Río Socos, heißt der Fluss auch Río Socoscumbar.

## Flusslauf
Der Río Chumbao entsteht am Zusammenfluss von Quebrada Huancacuri und Quebrada Antacocha auf einer Höhe von etwa 4080 m im äußersten Südosten des Distrikts San Jerónimo im Osten der Provinz Andahuaylas. Die etwa 8 Kilometer langen Quellflüsse entspringen in einem teils vergletscherten Gebirgskamm mit dem 4490 m hohen Cerro Cantahuire. Im Quellgebiet befinden sich mehrere aufgestaute und abflussregulierte Seen. Der Río Chumbao fließt anfangs in nordnordwestlicher Richtung. Bei Flusskilometer 44 erreicht er den Ballungsraum von Andahuaylas. Er durchfließt in westlicher Richtung San Jerónimo, das Stadtzentrum von Andahuaylas sowie Talavera. Ab Flusskilometer 33 wendet sich der Fluss nach Norden und durchschneidet das Andenhochland in einer engen Schlucht. Ab Flusskilometer 25 bildet der Fluss die Grenze zu der weiter westlich gelegenen Provinz Chincheros. Er nimmt noch den Río Socos von links auf und mündet schließlich auf einer Höhe von etwa 1300 m in den nach Osten strömenden Río Pampas.

## Einzugsgebiet
Der Río Chumbao entwässert ein Areal von etwa 770 km². Dieses erstreckt sich über Teile der Provinzen Andahuaylas und Chincheros. Das Einzugsgebiet des Río Chumbao grenzt im Nordwesten und im Norden an das des Río Pampas, im Nordosten und im Osten an die Einzugsgebiete der Flüsse Río Cocas und Río Pincos, beides rechte Nebenflüsse des Río Pampas, im Süden an das des Río Pachachaca sowie im Südwesten an das des Río Huancaray.